# 圣博内勒弗鲁瓦
圣博内勒弗鲁瓦（法語：Saint-Bonnet-le-Froid，法語發音：[sɛ̃ bɔnɛ lə fʁwa]），法国东南部市镇，位于奥弗涅-罗讷-阿尔卑斯大区上卢瓦尔省，隶属于伊桑若区，其市镇面积为13.09平方公里，2022年1月1日时人口数量为224人，在法国城市中排名第25,413位。
圣博内勒弗鲁瓦位于上卢瓦尔省东部，东侧和南侧与阿尔代什省接壤。杜河发源于此。

## 地名来源
“Saint-Bonnet”一名出自克莱蒙主教博内；“Froid”则可能与当地的一处垭口有关。
圣博内勒弗鲁瓦所处区域历史上曾通行奥克语，“Saint-Bonnet-le-Froid”在奥克语维基百科及Openstreetmap中对应的拼写为“Sant Bonet lo Freid”。此外，在法国大革命期间，因“Saint-Bonnet”含有封建色彩，当地官方名称被更为“Bonnet-Libre”。
此外，因翻译标准不同，“Saint-Bonnet-le-Froid”在部分汉语资料中被译为含有连字号“-”的圣博内勒-弗鲁瓦。

## 历史

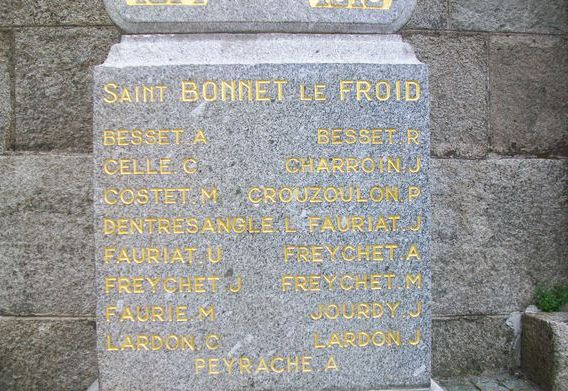
一战烈士纪念碑

圣博内勒弗鲁瓦的早期历史尚不清楚，在公元前一世纪，玛尔库斯·维普撒尼乌斯·阿格里帕开辟了一条途径此地的道路。中世纪时，圣博内长期为沃莱的一部分，当地的教堂最初于公元12世纪在一份文献中被提及。法国大革命后，圣博内勒弗鲁瓦成为上卢瓦尔省的一个市镇。第一次世界大战期间，多名来着圣博内勒弗鲁瓦的居民加入法军参与战斗，战后当地兴建了战争烈士纪念碑。自20世纪80年代起，得益于厨师雷吉斯·马尔孔及其家族的影响力，圣博内勒弗鲁瓦逐渐发展成为一个以餐饮而闻名的旅游城镇，当地定期举办农产品集市。

## 地理

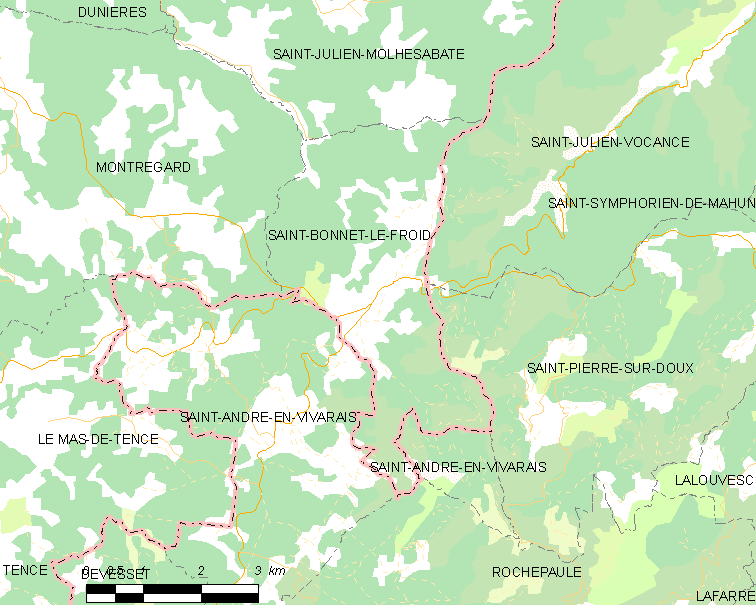
圣博内勒弗鲁瓦市镇范围地图

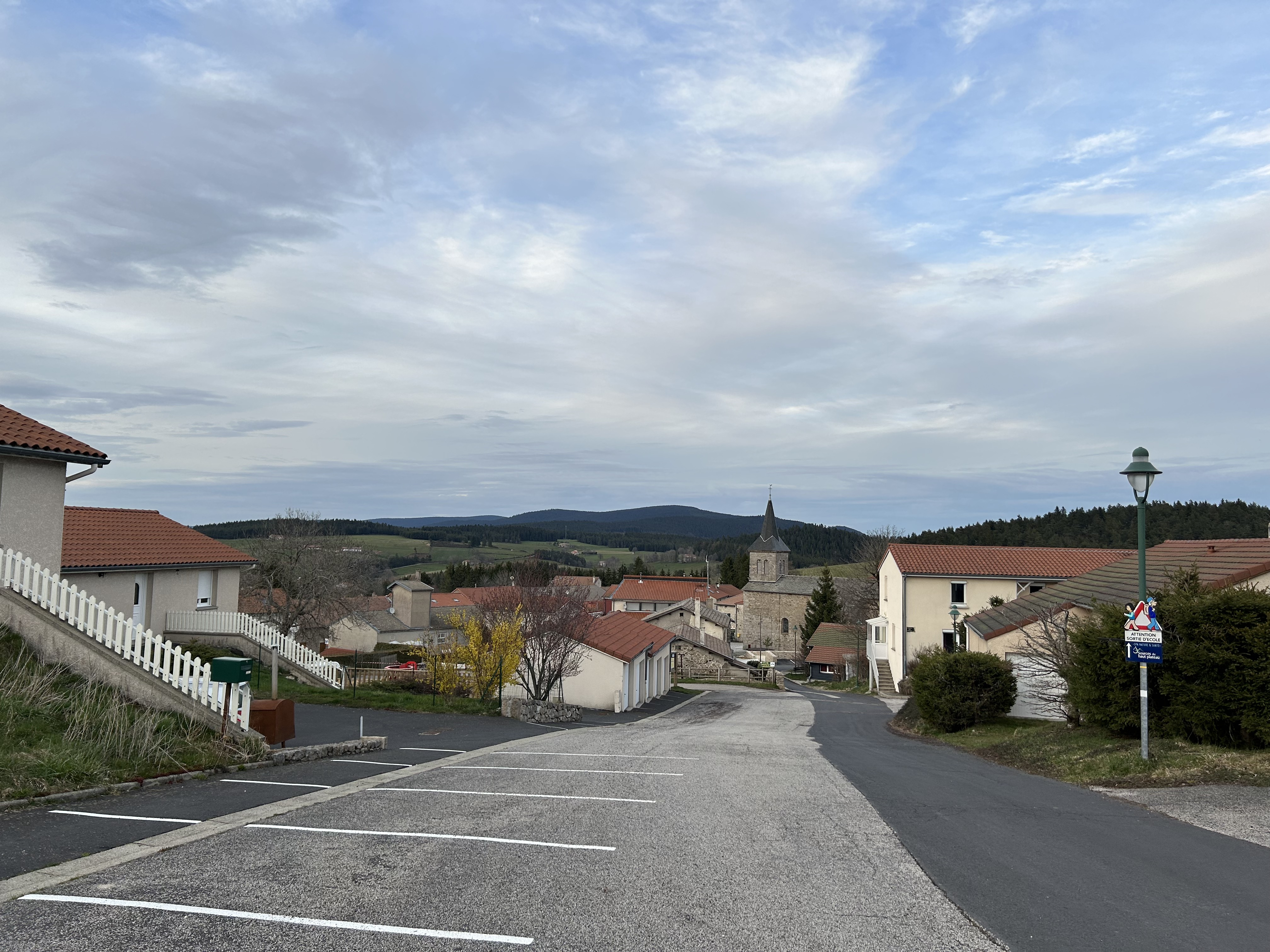
远眺镇中心全景

圣博内勒弗鲁瓦位于法国东南部，奥弗涅-罗讷-阿尔卑斯大区中部偏西和上卢瓦尔省东部，距离省会勒皮大约60公里。与圣博内勒弗鲁瓦接壤的市镇包括：蒙勒加尔、圣于连莫莱萨巴特、圣朱利安沃康斯、维瓦赖地区圣安德烈、罗什波勒和杜河畔圣皮埃尔。

### 地形
圣博内勒弗鲁瓦位于法国中央高原东部，维瓦赖山腹地，境内以丘陵和山地为主，市镇中心位于一处地势相对较为平坦的山口附近，全境海拔在758到1,202米之间。

### 水文
圣博内勒弗鲁瓦位于卢瓦尔河和罗讷河两大流域的分水岭上，圣博内特溪（ruisseau de la Saint-Bonnette）和杜河均发源于市镇范围内，两河分别向北和向南注入沃莱利尼翁河（卢瓦尔河右岸支流）和罗讷河。

### 植被
圣博内勒弗鲁瓦属于温带阔叶混交林和针叶林混合区，林地广泛分布于市镇南北两侧的山地地区。
在鲜花城市的评比中，圣博内勒弗鲁瓦暂未被评级。

### 气候
圣博内勒弗鲁瓦在柯本气候分类法中属于带有山地特征的温度气候。

## 行政区划
圣博内勒弗鲁瓦的市镇编号为43172，邮政编号为43290。
在行政管理方面，圣博内勒弗鲁瓦隶属于法国奥弗涅-罗讷-阿尔卑斯大区上卢瓦尔省伊桑若区；在地方选举方面，圣博内勒弗鲁瓦隶属于莱布蒂耶尔县，其市镇范围全境被划入上卢瓦尔省第一选区；在社会管理方面，圣博内勒弗鲁瓦是上沃莱地区市镇公共社区的组成部分。
截至2024年6月，圣博内勒弗鲁瓦市镇范围内暂无任何城市敏感街区及城市政策优先街区。
法国国家统计与经济研究所（简称）在进行数据统计时，未将圣博内勒弗鲁瓦划入任何城市核心区（Unité urbaine）、城市区（Aire urbaine）及城市辐射区（Aire d'attraction）。此外，还将圣博内勒弗鲁瓦市镇整体看作一个“块区”（IRIS），以便于统计人口分布情况。

## 交通

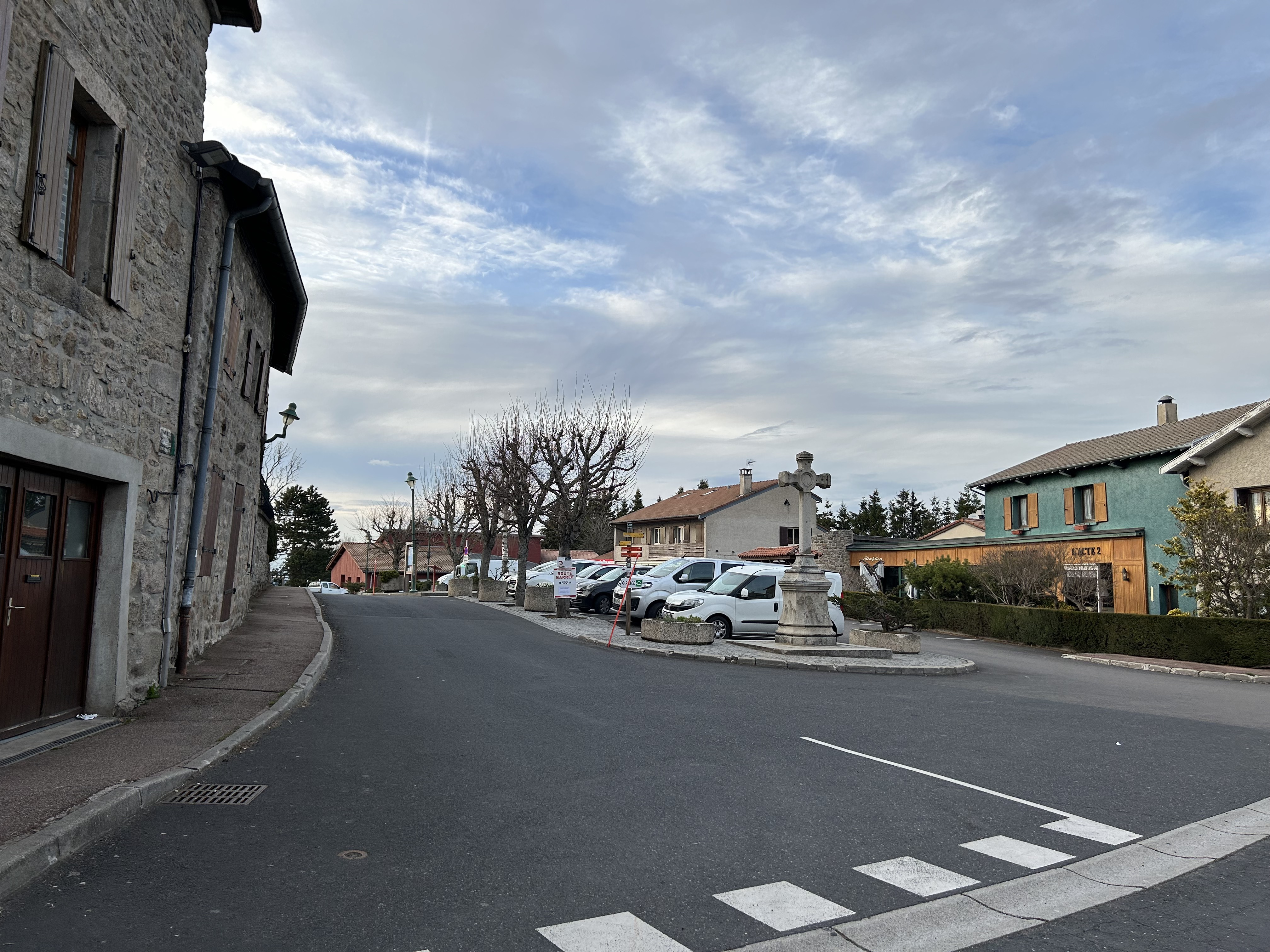
尚皮尼亚拉广场

### 公路
卢瓦尔省省道D9线、D18线、D44线和D105线在圣博内勒弗鲁瓦境内交汇。奥弗涅-罗讷-阿尔卑斯大区下属的城际客运提供巴士线路，可前往周边部分市镇。
2020年，46.6%的圣博内勒弗鲁瓦家庭拥有至少一辆私人汽车。2019年，圣博内勒弗鲁瓦境内共发生各类交通事故1起，造成1人遇难。
| 12 | 44 |

| 10 | 55 |

| 勒皮 | 58 |

| 伊桑若 | 31 |

| 阿诺奈 | 26 |

| 沃莱地区蒙福孔 | 13 |

| 菲尔米尼 | 40 |

| 唐斯 | 15 |

### 铁路
距离圣博内勒弗鲁瓦最近的运营中的客运铁路车站为38公里外的巴斯-莫尼斯特罗勒站，该站停靠往返于圣艾蒂安和勒皮一线的区域列车。

### 航空
距离圣博内勒弗鲁瓦最近的民用航空站为72公里外的勒皮机场。

### 城市公共交通
截至2024年6月，圣博内勒弗鲁瓦暂无城市公共交通系统。

## 政治
圣博内勒弗鲁瓦的现任市长为让-皮埃尔·桑蒂先生（Jean-Pierre SANTY），他是一名无党派人士，在2020年的市政选举中获得了100%的支持率（无其他候选人）。
在2022年的法国总统大选中，法国第25任总统埃马纽埃尔·马克龙在圣博内勒弗鲁瓦获得了64.05%的支持率。

## 人口
2021年，圣博内勒弗鲁瓦市镇人口数量为214，在法国排名第25,413位。其中男性108人，女性107人，75岁及以上人口占7.5%，无外籍人口，人口密度为16人/平方公里，当地居民被称为（男性）或（女性）。2022年，圣博内勒弗鲁瓦境内出生1人，死亡人口1人。
| 圣博内勒弗鲁瓦1901年－2021年人口变化情况 |
|                                          |
| 数据来源：Cassini、INSEE                 |

## 经济
2022年，圣博内勒弗鲁瓦市镇范围内共有各类用人单位（包含自雇）96家，比上一年新增4家。

## 财政与居民收入
2022年，圣博内勒弗鲁瓦的财政收入总额为241,290欧元，财政支出总额为195,440欧元，当年的债务总额为230,700欧元。2022年，圣博内勒弗鲁瓦市镇通过增值税获得47,870欧元的收入，此外当地还共获得了99,880欧元的国家直接财政补助。
| 圣博内勒弗鲁瓦居民收入情况                       | 圣博内勒弗鲁瓦居民收入情况 | 圣博内勒弗鲁瓦居民收入情况 | 圣博内勒弗鲁瓦居民收入情况 |
| 内容                                             | 圣博内勒弗鲁瓦             | 法国                       | 统计年份                   |
| ------------------------------------------------ | -------------------------- | -------------------------- | -------------------------- |
| 征税家庭总数                                     | 97                         | 1,081（法国市镇平均）      | 2022年                     |
| 居民平均月收入                                   | 2,738欧元                  | 2,435欧元                  | 2022年                     |
| 高级职员人均月收入                               | 不详                       | 4,331欧元                  | 2021年                     |
| 中级职员人均月收入                               | 不详                       | 2,470欧元                  | 2021年                     |
| 普通职员人均月收入                               | 不详                       | 1,801欧元                  | 2021年                     |
| 贫困率                                           | 不详                       | 14.5%                      | 2020年                     |
| 青壮年（15至64岁）失业率                         | 13.9%                      | 7.4%                       | 2020年                     |
| 征税家庭数量占比                                 | 37.8%                      | 45.5%                      | 2020年                     |
| 家庭年均纳税                                     | 5,311欧元                  | 4,393欧元                  | 2022年                     |
| 资料来源：INSEE、L'Internaute、Le Journal du Net |                            |                            |                            |

## 社会事务

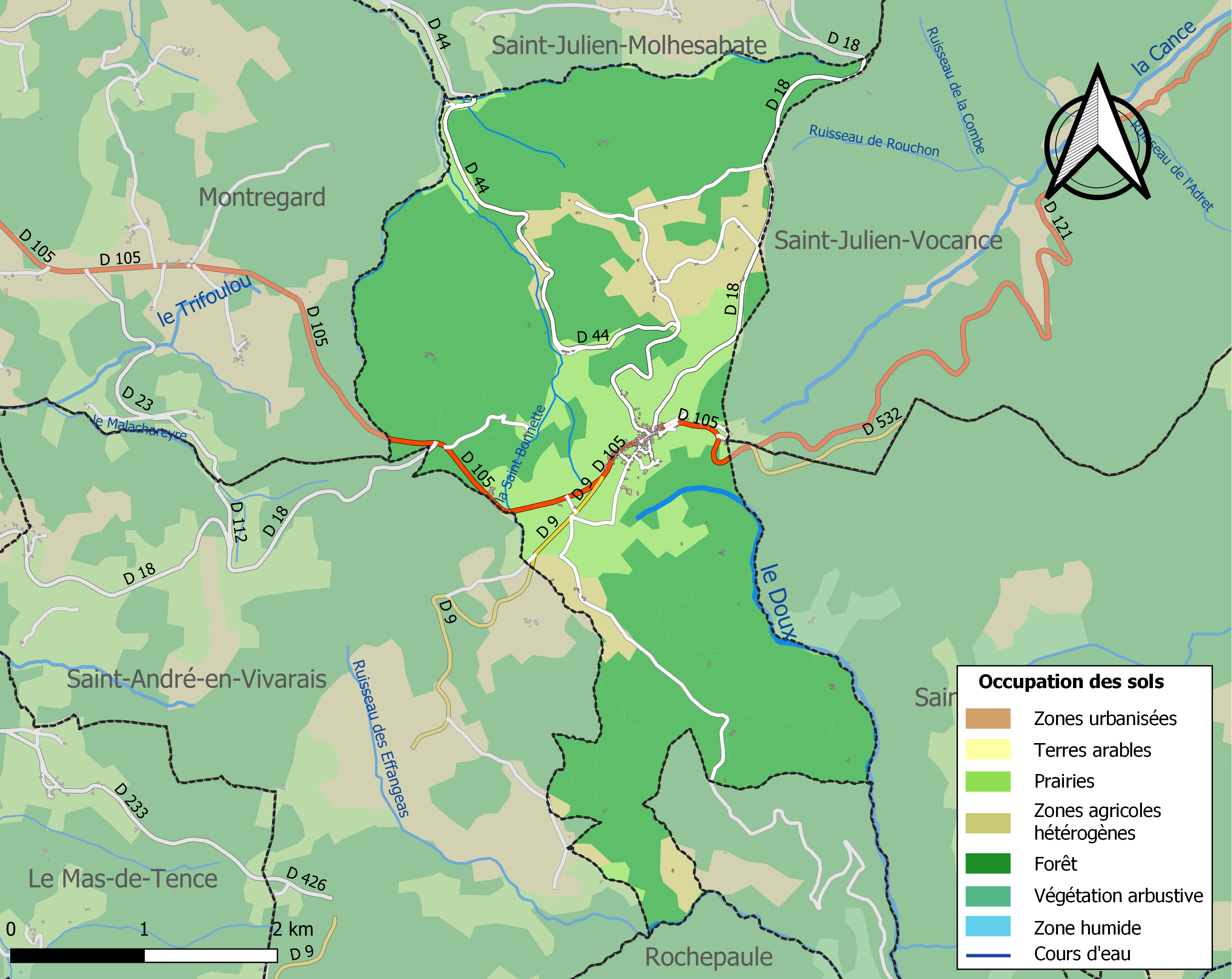
圣博内勒弗鲁瓦土地利用情况地图

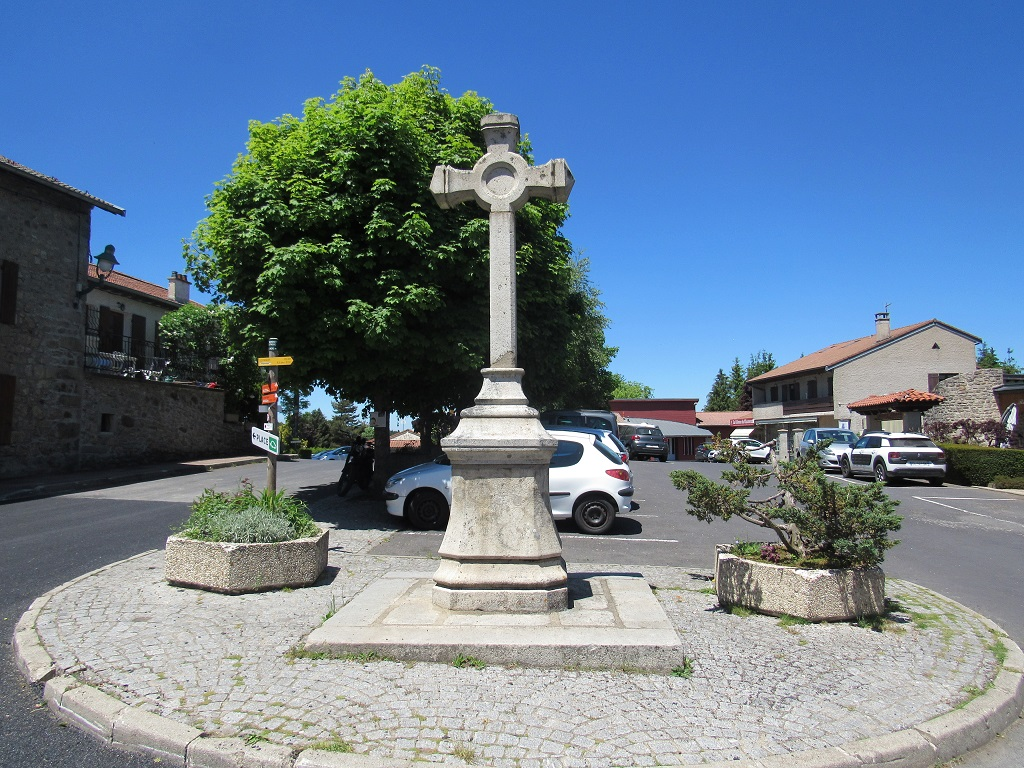
镇中心十字架

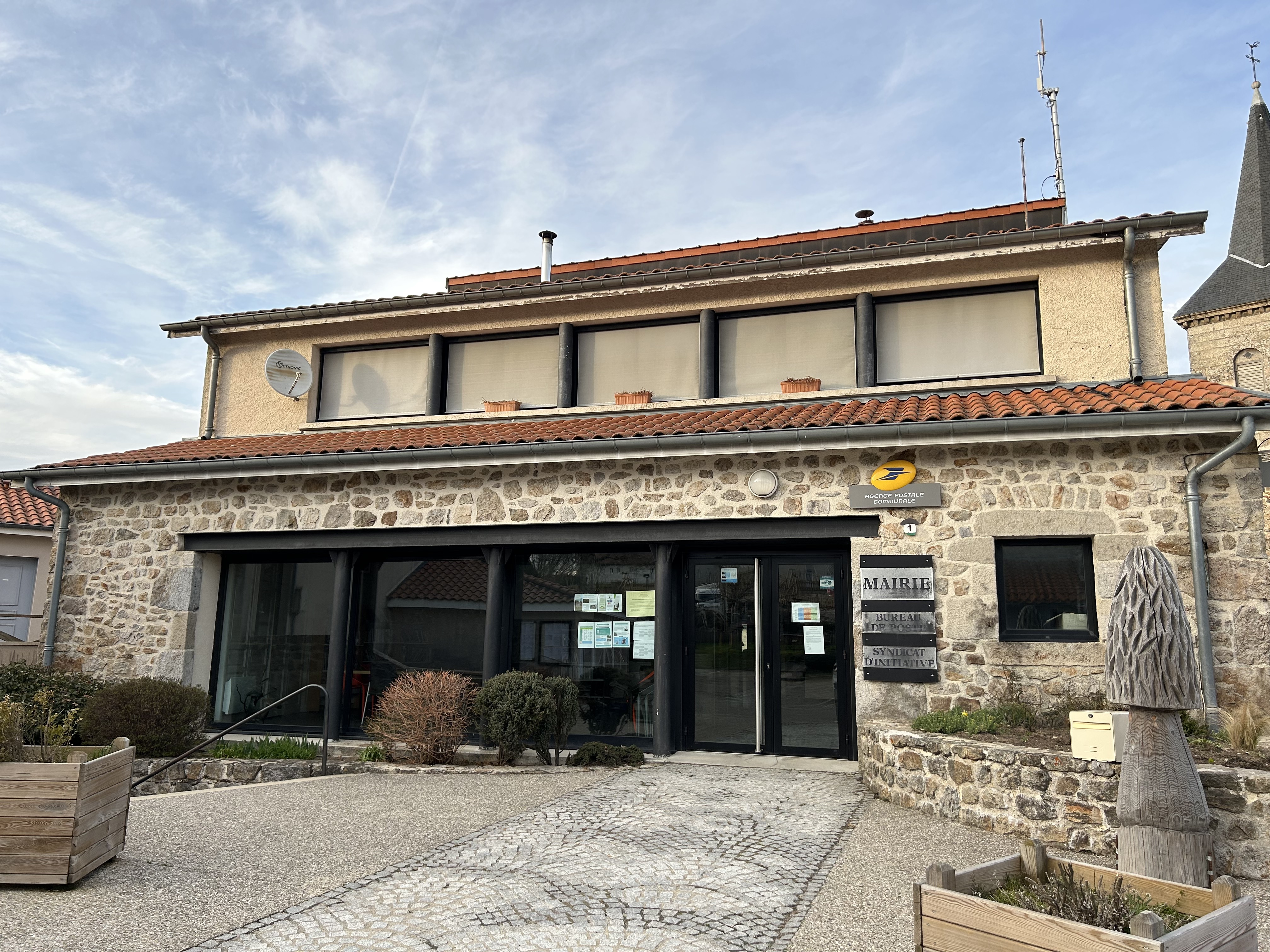
邮局

### 教育
圣博内勒弗鲁瓦属于克莱蒙费朗学区。截至2021年1月1日，圣博内勒弗鲁瓦境内共有1所小学。

### 医疗
截至2021年1月1日，圣博内勒弗鲁瓦境内暂无任何医疗机构及从业人员。
距离圣博内勒弗鲁瓦最近的区域性医疗机构为北阿尔代什省中心医院（Centre Hospitalier d'Ardèche-Nord），其主病区位于阿诺奈，距离圣博内勒弗鲁瓦市区的正常车程大约30分钟，该院设有床位269个，是当地规模最大的公立综合性医院。

### 住房
2020年，圣博内勒弗鲁瓦境内共有各类住房189套，其中71.4%为独立式住宅，24.3%为集中式住宅。常住房屋占圣博内勒弗鲁瓦市镇范围内居民建筑总量的50.3%。
在住房保障政策方面，2021年，圣博内勒弗鲁瓦境内共有10户家庭获得了住房经济补助，受益人数占总人口数量的4.1%。

### 商业
2021年，圣博内勒弗鲁瓦境内共有各类实体商铺17家，其中餐厅6家、美容美发店1家、汽车维修店2家。

### 体育
2021年，圣博内勒弗鲁瓦境内共有1处网球场。
截至2024年6月，圣博内勒弗鲁瓦境内暂无任何注册足球俱乐部。

### 环境
圣博内勒弗鲁瓦的环境事务由其所属的上沃莱地区市镇公共社区联合各级政府协调负责。2021年，圣博内勒弗鲁瓦境内暂无污染企业。

### 治安
圣博内勒弗鲁瓦及其附近的共44个市镇是伊桑若国家宪兵队（zone gendarmerie d'Yssingeaux）的管辖范围。2020年，该宪兵队累计记录各类案件2,225起，其中盗窃类案件874起，经济类案件409起，毒品交易类案件256起。

## 文化

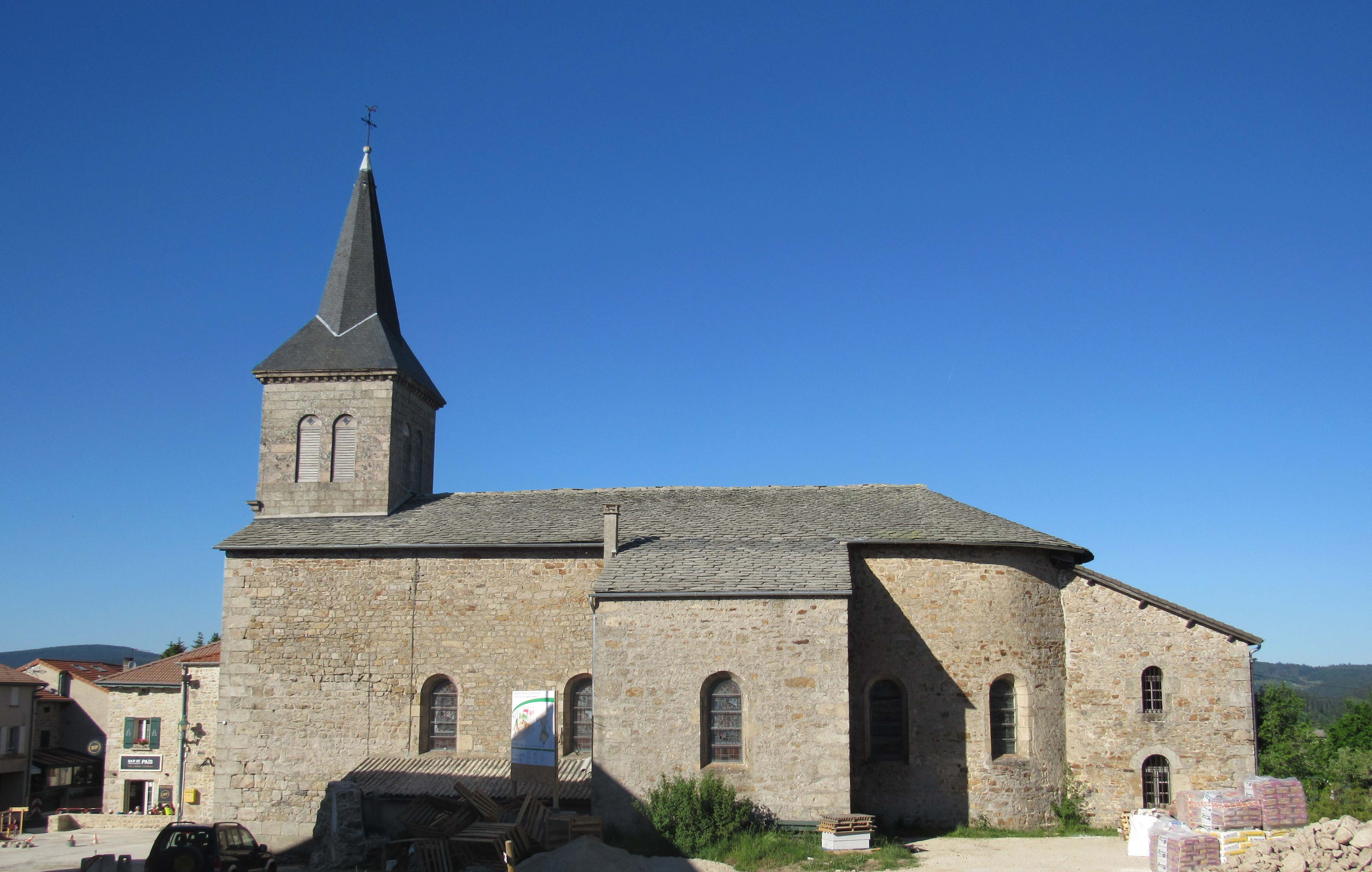
圣博内教堂

2021年，圣博内勒弗鲁瓦境内暂无任何文化设施。圣博内勒弗鲁瓦市政府提供多媒体中心，每周一、二、三、五、六向公众开放。

### 建筑
圣博内勒弗鲁瓦境内有多处历史建筑，其中圣博内教堂是当地的地标性建筑物。

### 旅游
圣博内勒弗鲁瓦的旅游事务由其所属的上沃莱地区市镇公共社区负责。2022年，圣博内勒弗鲁瓦境内共有5家酒店共计74间房间。

### 媒体
法国主要的媒体均可在圣博内勒弗鲁瓦接收，法国电视三台下属的奥弗涅-罗讷-阿尔卑斯大区频道在部分时段播出圣博内勒弗鲁瓦所在上卢瓦尔省的地方新闻。《进步报》、《上卢瓦尔省觉醒报》、蓝色法兰西奥弗涅广播、Scoop广播等是当地主要的地方性媒体。

## 相关人物
法国厨师雷吉斯·马尔孔出生于圣博内勒弗鲁瓦。

## 友好城市
截至2024年6月，圣博内勒弗鲁瓦暂未建立任何友好城市关系。